# Astrocaryum confertum
Astrocaryum confertum là loài thực vật có hoa thuộc họ Arecaceae. Loài này được H.Wendl. ex Burret mô tả khoa học đầu tiên năm 1934.